# Gènesi
El Gènesi és el primer llibre de la Torà i, per tant, el primer llibre del Tanakh, la Bíblia Hebrea, i de l'Antic Testament cristià. El nom del llibre en hebreu és בראשׁית Bərêšîth, que és la primera paraula que fou escrita i que significa «en el principi de». Els cinc llibres de la Torà han estat anomenats en hebreu amb la primera paraula del text. En grec s'anomena Γένεσις Genesis, que significa 'naixement', 'creació', 'causa', 'principi', 'font' o 'origen'.

## Continguts

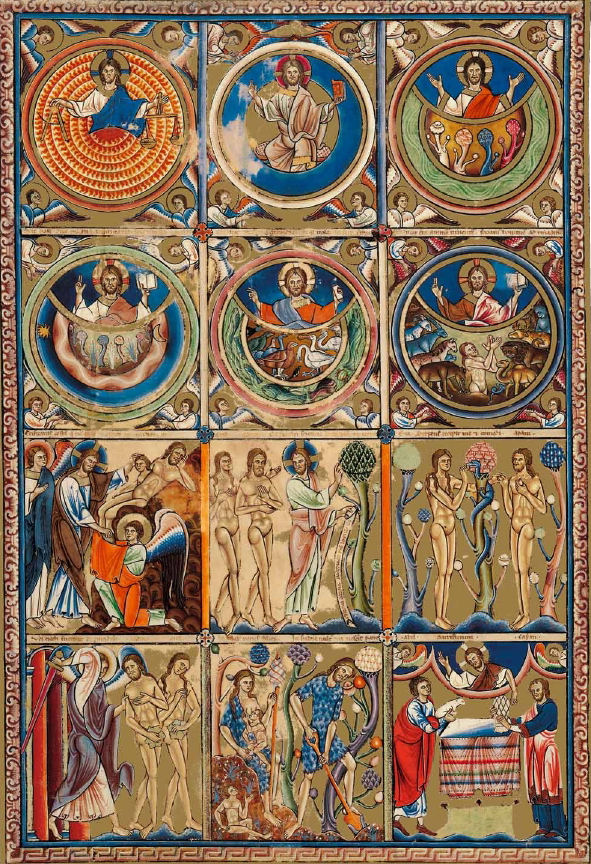
Representació del Gènesi al Saltiri anglocatalà:
1a: Déu creant la llum
1b: Déu creant el firmament enmig de les aigües
1c: Déu separant les aigües de la terra
2a: Déu creant el Sol i la Lluna
2b: Déu creant les aus i els peixos
2c: Déu creant els animals i Adam a la seva imatge
3a: Déu creant Eva d'una costella que havia pres a Adam
3b: Déu prohibeix Adam i Eva menjar el fruit de l'arbre del coneixement
3c: Adam i Eva mengen del fruit temptats per la serp
4a: Expulsió d'Adam i Eva del Paradís
4b: Adam cavant la terra i Eva amb els seus fills
4c: Déu rebutja l'ofrena de Caín i accepta la d'Abel

En el context teològic, el Gènesi és el llibre dels començaments: de la terra, del pecat, de la promesa de restauració i de l'elecció del poble Israel. Els temes principals són:
- La Creació: la presentació d'un Déu únic que ha creat tot el que existeix (dos relats diferenciats).
- La Caiguda: la desobediència d'Adam i Eva que ha introduït la mort, física i espiritual, al món i suposa la seva expulsió del Paradís.
- El Diluvi Universal: la corrupció i degradació subsegüent de la humanitat que provocà el diluvi, del qual només se salven els qui han entrat a l'Arca de Noè.
- Babel: el repoblament de la Terra, després de la confusió de les llengües a Babel.
- Abraham: l'elecció d'Abraham, escollit per Déu per ser pare del seu poble (el primer patriarca).
- Egipte: la sequera que fa que el patriarca Jacob, fill d'Isaac, i els seus dotze fills emigrin a Egipte.

Tots ells es poden resumir en el cicle regal diví - traïció de l'home - aliança que ocupa tot l'Antic Testament.
Així doncs, el Gènesi explica la història dels antecedents dels patriarques del poble d'Israel, des de la Creació fins a la instal·lació a Egipte de la família del patriarca Jacob. Alguns dels capítols del Gènesi són dels més coneguts de tota la Bíblia: Adam i Eva, Caín i Abel, l'Arca de Noè, la Torre de Babel o els patriarques Abraham, Isaac i Jacob són alguns dels exemples més clars.

## Autoria
Segons la tradició jueva i cristiana, el llibre va ser escrit per Moisès, com la resta del Pentateuc, directament inspirat per Déu o adaptant relats orals ja existents. Per això, a vegades se l'anomena com Primer Llibre de Moisès.
La hipòtesi documental, que estudia el llibre filològicament, afirma que és una barreja de com a mínim tres textos, que es poden reconèixer per la diferent manera d'anomenar Déu. Les històries repetides o divergents consoliden aquesta hipòtesi. Se n'han localitzat tres: l'home que fingeix que la seva esposa és sa germana per salvar-la; els dos relats diferents i consecutius de la Creació i les variacions en el sacrifici d'Isaac i les conseqüències posteriors.
Genèricament, s'inclou dintre del gènere de crònica o llibre històric, si bé això no significa que el contingut sigui literal, només fa referència a la manera de narrar. De fet, la majoria de persones, creients o no, afirmen que tota la Bíblia s'ha de llegir metafòricament.

## Datació
Les teories més comunament acceptades actualment (tot i que hi ha molta polèmica al seu voltant) afirmen que el Gènesi es va redactar aproximadament el segle v aC, quan uns levites van fusionar tres llibres dels segles ix a vii aC que recollien la tradició oral del poble d'Israel.

### El Gènesi en hebreu
Els fragments del Gènesi més antics conservat actualment són del segle i aC i pertanyen als anomenats Manuscrits de la mar Morta. Són uns documents escrits en hebreu antic i sense vocals. A Jerusalem, es guarden uns escrits del segle x reapareguts a mitjan segle xx coneguts com el Còdex d'Alep.

### ElGènesien grec
Segons la tradició, la Bíblia fou traduïda al grec antic al segle iii aC. Es conserven fragments grecs del Gènesi del segle i aC.
Al Vaticà es guarda una còpia quasi completa d'un Gènesi datat al segle IV (el Còdex Vaticanus) i una altra del segle v (el Còdex Alexandrinus). Aquests són els llibres del Gènesi més antics que es conserven.